# Бобров, Фёдор Александрович
Фёдор Александрович Бобров (6 марта 1898 — 25 сентября 1944) — советский военачальник, генерал-майор (01.10.1942), участник Первой мировой, Гражданской и Великой Отечественной войн, Герой Советского Союза (28.04.1945).

## Молодые годы
Фёдор Бобров родился 6 марта 1898 года в деревне Чакши Люцинского уезда Витебской губернии (ныне в Резекненском крае Латвии). Из крестьянской семьи. В 1912 году окончил начальную школу, после чего был батраком.
Был призван на службу в Русскую императорскую армию в январе 1917 года. Служил в 38-м запасном пехотном полку в городе Осташков Тверской губернии, весной 1917 года зачислен в учебную пулемётную команду 122-го запасного пехотного полка (также в Осташкове). С лета 1917 года участвовал в Первой мировой войне пулемётчиком 141-го пехотного Можайского полка 36-й пехотной дивизии 13-го армейского корпуса на Северном фронте. Младший унтер-офицер.
В декабре 1917 года вступил в Красную Гвардию в городе Венден (ныне Цесис, Латвия). Участвовал в Октябрьской революции. Сформировал красногвардейскую пулемётную команду из солдат бывших 141-го Можайского и 20-го Сибирского стрелкового полков, был избран её командиром. В феврале-марте 1918 года участвовал в боях с немецкими войсками под Псковом.

## Гражданская война
После подписания Брест-Литовского мира в марте 1918 прибыл в Москву. Там его отряд был зачислен в Красную Армию и переименован в 1-й соединённый социалистический рабоче-крестьянский отряд при ВЦИК РСФСР, Бобров по-прежнему командовал пулемётной командой. Отряд нёс охрану Московского Кремля. Весной 1918 года с отрядом участвовал в подавлении контрреволюционного восстания в Твери, ликвидации антисоветских формирований в Тульской губернии. В 1918 году вступил в РКП(б).
Участник Гражданской войны. Летом 1918 года под Казанью отряд участвовал в боях с Народной армией КОМУЧ. С декабря 1918 — начальник пулемётной команды 498-го Сибирского стрелкового полка Особой бригады ВЦИК, воевал на Восточном фронте против армий адмирала А. В. Колчака. Во время одного из боёв отряд из пятидесяти бойцов под его руководством отбил атаку полка противника. В бою Бобров получил ранение, но продолжил руководство боем. С июня 1919 года в этом полку воевал на Южном фронте против Добровольческой армии генерала А. И. Деникина, в боях несколько раз был ранен. Воевал у Новохопёрска, Калача, Богучара. В декабре 1919 года заболел тифом, после выздоровления служил в 190-м батальоне войск ВОХР в Уфе, участвовал в подавлении восстания в Уфимской губернии. С апреля 1920 года учился на военно-политических курсах Приуральского военного сектора ВОХР в Уфе, в августе 1920 года окончил их и сразу же был назначен начальником этих курсов.
С декабря 1920 года был комиссаром школы старшего комсостава, с февраля по май 1921 года — комиссар 199-го Уфимского стрелкового полка войск ВНУС.

## Межвоенный период
После окончания Гражданской войны продолжил службу в армии. С мая по ноябрь 1921 года учился на Военно-политических курсах Приуральского военного округа в Екатеринбурге. После их окончания в ноябре 1922 года назначен комиссаром 25-х кавалерийских курсов в Троицке, с апреля 1922 — комиссар 24-х кавалерийских курсов в Уфе, с мая 1922 — комиссар 10-й Вятской пехотной школы, с июля 1922 — комиссар 18-х Калужских пехотных командных курсов. В январе 1923 года курсы были расформированы, а в феврале Ф. Бобров назначен военным комиссаром Медынского уезда Калужской губернии. В октябре 1925 года поступил на учёбу, перейдя с политработы на командную службу.
В 1926 году окончил Стрелково-тактические курсы усовершенствования командного состава «Выстрел». С октября 1926 года — командир батальона 14-го стрелкового полка 48-й стрелковой дивизии Московского военного округа (г. Вышний Волочёк). С октября 1928 по ноябрь 1930 года — начальник отделения ПВО Тульского пункта ПВО. В 1931 году окончил курсы усовершенствования командного состава зенитной артиллерии в Севастополе, затем вернулся на прежнее место службы в Тулу. В 1932 году окончил курсы ПВО в Ленинграде. С сентября 1932 года — командир-комиссар отдельной бригадой местной противовоздушной обороны Москвы. С марта 1938 года — начальник участка военно-строительных работ Московского военного округа в Клину. С декабря 1938 года — начальник отдела снабжения Орловского окружного военно-строительного управления, с июля 1939 года — заместитель начальника этого управления по материальному обеспечению. С марта 1940 года — заместитель командира 149-й стрелковой дивизии Орловского военного округа. В марте 1941 года полковник Ф. А. Бобров назначен командиром формирующейся в этом округе 222-й стрелковой дивизией. Дивизия формировалась в Брянской области.

## Великая Отечественная война
С первых дней Великой Отечественной войны дивизия начала переброску на фронт. С июля участвовала в боевых действиях Смоленского оборонительного сражения. Весь август 1941 года дивизия с боями отходила от Рославля к реке Десна, неся значительные потери. В сентябре 1941 года дивизия в составе 43-й армии Резервного фронта принимала участие в Ельнинской операции. В начале октября 1941 года при начале немецкой операции «Тайфун» дивизия попала в окружение в Вяземском котле. В оперативной сводке германского ОКХ за 7 октября утверждалось, что русская «222-я стрелковая дивизия окружена и разгромлена южнее и юго-восточнее Спас-Деменска». Однако комдиву Боброву удалось сохранить управление, причем он повёл свои части на прорыв не на восток, где противник ожидал встретить прорывающиеся из окружения войска, а на север. Потеряв часть техники, но сохранив личный состав, во второй половине октября дивизия прорвалась к своим и сразу была поставлена в оборону у Наро-Фоминска и Кубинки. Ещё в немецком тылу полковник Бобров был ранен в плечо, после выхода к своим направлен в госпиталь.
Вернувшись в строй, 8 декабря 1941 года вновь принял командование дивизией. Дивизия принимала участие в контрнаступлении под Москвой и в Ржевско-Вяземской наступательной операции, освободив города Наро-Фоминск (28 декабря 1941) и Верея (19 января 1942). Весь февраль, март и апрель 1942 года дивизия вела жестокие бои, пытаясь деблокировать окруженные под Вязьмой войска 33-й армии, но эту задачу выполнить не смогла и понесла тяжелые потери.
С июля 1942 года Ф. А. Бобров — командир 42-й гвардейской стрелковой дивизии, формирующейся в Московском военном округе. С начала августа 1942 года дивизия воевала в составе 5-й, 20-й, 31-й, 5-й гвардейской, 40-й армий Западного, Воронежского, Степного и 1-го Украинского фронтов. Во главе дивизии участвовал в первой Ржевско-Сычёвской операции, второй Ржевско-Вяземской операции, в Курской битве, в битве за Днепр, в Киевской наступательной и Киевской оборонительной операциях, в Корсунь-Шевченковской, Уманско-Ботошанской и Ясско-Кишинёвской наступательных операциях.
За успешные бои при освобождении города Прилуки Черниговской области его дивизия получила почётное наименование «Прилукская» (13 февраля 1944), за освобождение города Умань 19 марта 1944 года награждена орденом Богдана Хмельницкого 2-й степени, а за форсирование реки Прут — орденом Ленина (24 апреля 1944 года).
Командир 42-й гвардейской стрелковой дивизии (40-я армия, 2-й Украинский фронт) гвардии генерал-майор Ф. А. Бобров успешно руководил частями дивизии в боях по освобождению части Трансильвании, которая с 1940 года была в составе Венгрии (после войны возвращена Румынии). В сентябре 1944 года его дивизия успешно прорвала мощную линию обороны немецких войск в районе города Пашкани, а затем — ещё 5 рубежей обороны. 25 сентября 1944 года генерал Бобров приехал к реке Бистрица в районе нынешнего города Регин с целью осмотра разрушенного моста через неё. Он приказал инженерным частям ускорить восстановление моста и сел в машину, намереваясь ехать на другой участок фронта. При развороте машина Боброва наехала на мину. Получив смертельные ранения, генерал-майор Бобров скончался через несколько минут. Он был похоронен в братской могиле в Центральном парке города Черновцы.
Указом Президиума Верховного Совета СССР от 28 апреля 1945 года за «образцовое выполнение боевых заданий командования на фронте борьбы с немецкими захватчиками и проявленные при этом отвагу и геройство» генерал-майору Фёдору Александровичу Боброву присвоено звание Героя Советского Союза посмертно.
Из воспоминаний бывшего бойца разведроты 42 гв сд А. И. Перегудина:

Стоило посмотреть на то, как управлял боем соединения Федор Александрович на командно-наблюдательном пункте! Высокий, богатырского сложения, с усами вразлет, он напоминал нам былинного богатыря из русской сказки.

Ни разу не видели мы генерал-майора Боброва чем-то раздосадованным, излишне строгим. Тон разговора всегда доброжелательный. Обращался комдив ко всем без исключения на «вы». Если требовалось кому-то сделать замечание, тщательно подыскивал слова, чтобы не обидеть человека даже невзначай.— Перегудин А. И. Разведчики идут в поиск. — М.: Воениздат, 1986. — 157 с. — (Рассказывают фронтовики). / Литературная запись В. А. Горявина. — С.21—22.

## Награды
- Медаль «Золотая Звезда» Героя Советского Союза (28.04.1945, посмертно);
- Два ордена Ленина (23.10.1943; 28.04.1945);
- Три ордена Красного Знамени (12.04.1942; 18.05.1944; 3.11.1944);
- Орден Суворова 2-й степени (9.04.1943);
- Орден Кутузова 2-й степени (13.09.1944);
- Орден Богдана Хмельницкого 2-й степени (17.05.1944);
- Медаль «За оборону Москвы» (1944)[6];
- Юбилейная медаль «XX лет Рабоче-Крестьянской Красной Армии» (1938).

## Память

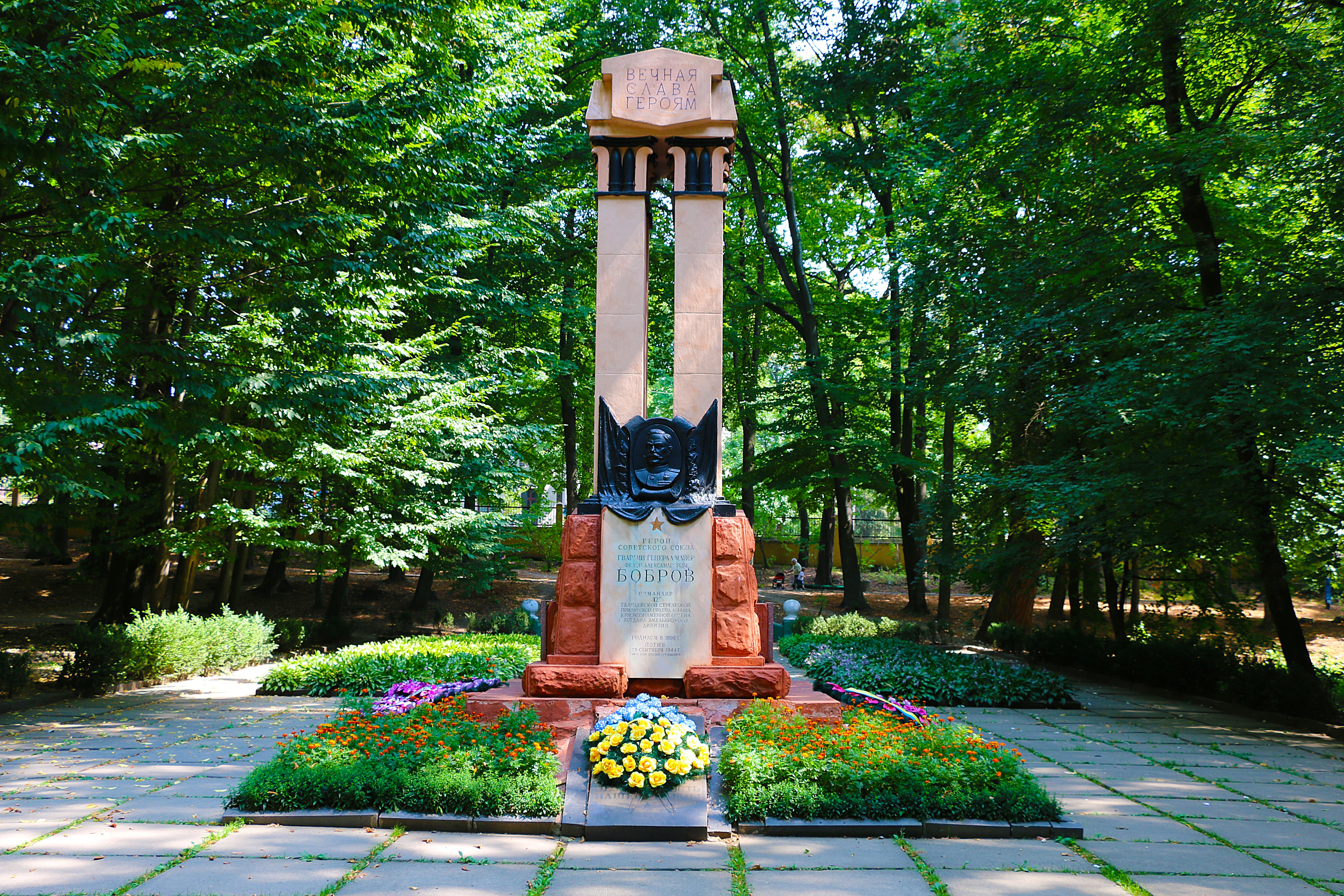
Братская могила генералов и офицеров.

- В Черновцах на могиле Ф. А. Боброва установлен его барельеф (в конце августа 2023 года демонтирована с эксгумацией)[7]. При этом оказалось, что никаких человеческих останков в могиле нет[8]. Предположительно, Бобров и ещё несколько офицеров, похороненных в братской могиле, находились во временном захоронении, которое находилось в стороне от сооруженного в 1969 г памятника и не были перенесены в него после окончания строительства. Позднее точное место захоронения было утрачено и остается неизвестным.
- Одна из улиц города Черновцы носит его имя (в конце октября 2022 года переименована)[9].
- В селе Издешково Сафоновского района Смоленской области у местной школы установлен бюст Боброва[1].
- В Медыни, 9 мая 2015 г., на Аллее Героев установлен бюст Боброва[10].